# Lamivudin
| Lamivudin | |
| | |
| | |
| IUPAC-név | 4-amino-1-(2-(hidroximetil)-1,3-oxatiolán-5-il)pirimidin-2(1H)-on                                   |
| Kémiai azonosítók                                                                                               | |
| CAS-szám | 134678-17-4                                                                                         |
| PubChem | 60825                                                                                               |
| ChemSpider | 54812                                                                                               |
| EINECS-szám | 603-844-3                                                                                           |
| DrugBank | DB00709                                                                                             |
| KEGG | D00353                                                                                              |
| ChEBI | 63577                                                                                               |
| RTECS szám | UW7361333                                                                                           |
| ATC kód | J05AF05                                                                                             |
| Gyógyszer szabadnév                                                                                             | Lamivudine                                                                                          |
| Gyógyszerkönyvi név                                                                                             | Lamivudinum                                                                                         |
| SMILES | OCC1SCC(O1)N2C=CC(N)=NC(=O)2                                                                        |
| InChI | 1S/C8H11N3O3S/c9-5-1-2-11(8(13)10-5)6-4-15-7(3-12)14-6/h1-2,6-7,12H,3-4H2,(H2,9,10,13)/t6-,7+/m0/s1 |
| InChIKey | JTEGQNOMFQHVDC-NKWVEPMBSA-N                                                                         |
| Beilstein | 5480511                                                                                             |
| UNII | 2T8Q726O95                                                                                          |
| ChEMBL | 141                                                                                                 |
| Kémiai és fizikai tulajdonságok                                                                                 | |
| Kémiai képlet                                                                                                   | C8H11N3O3S                                                                                          |
| Moláris tömeg                                                                                                   | 229,26 g/mol                                                                                        |
| Megjelenés | fehér, szilárd                                                                                      |
| Olvadáspont | 161 °C                                                                                              |
| Oldhatóság (vízben)                                                                                             | 46 mg/ml                                                                                            |
| Oldhatóság (DMSO)                                                                                               | 46 mg/ml                                                                                            |
| Oldószerei | rosszul oldódik metil- és etil-alkoholban                                                           |
| Megoszlási hányados                                                                                             | −0,71 oktanol/víz                                                                                   |
| Farmakokinetikai adatok                                                                                         | |
| Biohasznosíthatóság                                                                                             | 80–85%                                                                                              |
| Metabolizmus | kismértékű máj metabolizmus (5–10%)                                                                 |
| Biológiai felezési idő                                                                                          | 5–7 óra                                                                                             |
| Fehérjekötés | < 36%                                                                                               |
| Kiválasztás | vese, legnagyobbrészt változatlanul, kis részben transz-szulfoxid metabolit formájában.             |
| Terápiás előírások                                                                                              | |
| Alkalmazás | orális, intravénás                                                                                  |
| Veszélyek | |
| EU osztályozás                                                                                                  | Xi                                                                                                  |
| R mondatok | R36/37/38                                                                                           |
| S mondatok | S26 S36                                                                                             |
| Rokon vegyületek                                                                                                | |
| Rokon vegyületek                                                                                                | Zalcitabin(en)                                                                                      |
| Ha másként nem jelöljük, az adatok az anyag standardállapotára (100 kPa) és 25 °C-os hőmérsékletre vonatkoznak. | |

A lamivudin eredetileg HIV-1 vírus ellen kifejlesztett gyógyszerhatóanyag. 1991-ben fedezték fel. Később kiderült, hogy – kisebb adagban – gyógyítja hepatitisz B(en) vírus (HBV) okozta betegséget.
A lamivudin csökkenti a HIV-vírus mennyiségét a vérben, de – a hepatitis B-vel ellentétben – teljesen nem gyógyítja meg a betegséget, és nem képes megakadályozni annak továbbadását sem. Alkalmazható viszont zidovudin-rezisztens HIV-vírusok ellen is.
A vírusellenes hatáson kívül a lamivudin növeli a CD4(en)-sejtek számát a vérben, ezzel erősíti a szervezet immunrendszerét.

## Működésmód
A reverz transzkriptáz enzim működését gátló gyógyszerhatóanyag. Ezt az enzimet használják a retrovírusok, hogy saját genetikai anyagukat beépítsék a gazdaszervezetbe.
A lamivudin a citidin didezoxi-analógjának (-) enantiomerje (NRTI, azaz nukleozid-analóg reverz transzkriptáz gátló(en)). A citidin az RNS ill. a DNS négyféle nukleotidjának egyike. A sejtbe jutva a lamivudin foszforizálódik, és 3TC-TP alakban fejti ki a hatását.
A hepatitisz-B nem retrovírus, bár vannak hasonló tulajdonságai, többek között reverz transzkriptáz enzimet használ a szaporodáshoz. A lamivudin kompetitív módon gátolja a hepatitisz B DNS polimeráz enzimet(en) (HBV-DNS). Ha beépül a DNS-be, láncterminátorként hat, és megakadályozza a lánc teljes kiépülését.

## A hepatitis B kezelése
A jelenlegi orvosi protokoll szerint a lamivudin a másodlagosan választandó gyógyszer hepatitisz B ellen valamelyik pegilált(en) interferon (peginterferon, ma elsősorban a peginterferon alfa-2a(en)) után, bár újabb vélemények az entekavirt(en) és a tenofovirt(en) javasolják elsődleges szerként.
A hepatitisz B vírus rezisztenssé válhat a lamivudin ellen; ilyenkor a harmadlagos adefovir(en) dipivoxilra kell váltani.
Randomizált, kontrollált tanulmányok szerint az egy évig tartó lamivudinkezelés hatására közel az összes (98%) betegnél kimutatható volt a HBV-DNS szintjének csökkenése. A betegek közel 50%-ában a HBV-DNS eltűnt a vérből a kezelés alatt, és hasonló arányban normalizálódott a glutamát-piruvát-transzamináz(en) (GPT) enzim szintje is. E két enzim, valamint a hepatitis B korai antigén(en) (HBeAg) vérbeli szintjével követhető a betegség lefolyása.
A lamivudin biztonságos és nagyon jól tolerálható, alig fordul elő mellékhatás. Többéves kezelést is jól viselnek a betegek. A kezelés felfüggesztését követően azonban a betegség gyakran reaktiválódik. Esetenként jelentős fellángolás is előfordul, amely májelégtelenséghez vezethet.
A lamivudinkezelés legfontosabb hosszú távú következménye a rezisztens mutánsok megjelenése. Egyéves kezelés után 15–20%, két év után körülbelül 38%, hároméves kezelésnél a betegek 50%-ában várható, míg négy év után már 67% a rezisztens esetek aránya. A legfontosabb mutáció a vírus reverz transzkriptáz génjének YMDD-vel jelölt szekvenciájában a metionin cserélődése valinra vagy izoleucinra. A kezelés során észlelt HBV-DNS-szint egy nagyságrendnyi emelkedése már a mutáns megjelenését vetíti előre.
A lamivudinrezisztens mutáns megjelenésekor a betegség újra aktiválódik, megemelkedik a hepatitis B-vírus virulenciáját jelző HBV-DNS-szint és a GPT-aktivitás is. A mutáns lassabban szaporodik, mint a vad típus és ezért a betegség súlyosbodása is lassúbb. A mutáns megjelenésekor a kezelés módosítása javasolható a már említett adefovir-dipivoxilre. A reaktiválódás a lamivudinrezisztens mutánsok esetén nagyon jelentős is lehet, emiatt korai felismerésére kell törekedni.
Különösen fontos a lamivudin alkalmazása májzsugor miatti májtranszplantáció előtti periódusban, ha a beteg HBV-DNS-pozitivitása virulenciát igazol. A kezeléssel a transzplantáció utáni reaktivációt is csökkenteni lehet. Az antivirális terápiát a transzplantáció után is folytatni kell, de ekkor már HBV-immunglobulinnal(en) (HBIg) kell kombinálni.

## Mellékhatások
A leggyakoribb mellékhatások: fejfájás, hányinger, kimerültség, orrfolyás, rossz közérzet, hasmenés, köhögés.
A legsúlyosabb mellékhatás – a többi nukleozid-analóg gyógyszerhez hasonlóan – a tejsav-acidózis, mely a klinikai próbák során túlnyomórészt nőkben fordult elő. Az elhízottság, a májkárosodás, a cukorbetegség miatt kapott inzulin, és a huzamosabb időn át szedett nukleozid-analóg szerek fokozták a kockázatot. Az acidózis többnyire a kezelés elején, a HIV elleni nagyobb adag esetén fordult elő, hepatitis-B-kezelés közben ritkán.
A tejsav-acidózis súlyos, akár halálos következményekkel járhat, ezért ilyenkor fel kell függeszteni a kezelést.
A másik súlyos mellékhatás a hasnyálmirigy-gyulladás (pancreatitis), mely ugyancsak jóval gyakoribb volt azok között, akik huzamosabb ideig szedtek nukleozid-analóg szereket.
Hosszú idejű szedés után a csontok vérellátásának romlása, a csontszövetek részleges elhalása (oszteonekrózis(en)) következtében ízületi fájdalmak és merevség, nehéz mozgás alakulhat ki. A túlsúly, az alkohol, a gyulladások ellen szedett kortikoszteroidok(en) növelik e mellékhatás valószínűségét.
Gyógyszer-kölcsönhatás főleg olyan szerekkel fordulhat elő, melyek – a lamivudinhoz hasonlóan – a vesén keresztül ürülnek.
- tobramicin(en) – vesekárosodás fokozott veszélye
- valganciclovir(en) – erősíti a lamivudin hatását
- zalcitabin(en) – gyengíti a lamivudin hatását
- kladribinnel(en) történő együttadása nem javasolt, mert annak hatásvesztését okozhatja.

A tapasztalatok szerint többféle HIV-ellenes szer használata növeli a mellékhatásokat, viszont csökkenti az veszélyét annak, hogy a magzatra is átterjedjen a betegség.
Rákkeltő és a szaporodással kapcsolatos (mutagén, genotoxikus) mellékhatást az állatkíséletek során nem találtak még 80–120-szoros túladagoláskor sem, azt viszont kimutatták, hogy a lamivudin átjut a méhlepényen. A patkány anyatejében nagyobb koncentrációjú a lamivudin, mint a vérében, és ismert, hogy az emberi anyatejbe is átjut, ezért a szoptatás ellenjavallt.
Két évnél fiatalabb gyermeken nem vizsgálták a lamivudin hatását, és a 65 éven felüliek száma sem volt elegendő annak eldöntésére, hogy e korcsoportban alkalmazható-e a lamivudin.
A lamivudinnak más mellékhatásai is vannak, ezért folyamatos orvosi ellenőrzés mellett kell szedni. Fontos a rendszeres vérvizsgálat, mely sok mellékhatást kimutat (a vörös- vagy fehérvérsejtszám csökkenése, a májenzimek mennyiségi változása, stb.). A lamivudinnal együtt szedett gyógyszerek is okozhatnak mellékhatásokat; sokszor nehezen lehet megállapítani a mellékhatások okozóját. Elváltozásokat okoz a HIV előrehaladása és az immunrendszer gyengülése következtében elszenvedett fertőzések is. A gyógyszer kedvező hatásaként erősödhet is az immunrendszer, a kórokozók elleni küzdelme pedig gyulladásokat okozhat.

## Adagolás
Hepatitisz-B ellen a szokásos napi adag 100 mg naponta egyszer, szájon át, tabletta vagy oldat formájában (a klinikai próbák nem mutattak különbséget a két forma között). 2–17 év között a napi adag 3 mg/tskg, feltéve, hogy a 100 mg-t nem lépi túl.
HIV ellen a szokásos adag naponta 2×150 mg. A napi adag egyszerre is bevehető. 3 hónapos kortól 12 éves korig: az ajánlott dózis naponta 2×4 mg/tskg, a napi maximum 300 mg lehet.
Vesekárosodásban az adag csökkentése szükséges. Az oldat formájú lamivudin a szokásostól eltérő adagolásra is alkalmas. A vizsgálatok szerint súlyos májkárosodás esetén sem szükséges az adag módosítása, de a betegek állapotát a szokásos módon rendszeresen ellenőrizni kell, mert kombinált antiretrovirális kezelés során nagyobb gyakorisággal jelentkeznek májfunkció-rendellenességek.
Nem ismert, hogy a 24-órás dialízisnek milyen hatása van a kezelésre.
Túladagolásra nincs speciális ellenszer. Feljegyeztek egy esetet, amikor valaki napi 6 g-ot vett be anélkül, hogy a vérvizsgálatok elváltozást mutattak volna nála.

## Készítmények
A nemzetközi gyógyszerkereskedelemben számos készítmény hatóanyaga önállóan vagy kombinációban.
Magyarországon 2000 óta érhető el a lamivudin. E szócikk írásakor az alábbi készítmények vannak forgalomban:
- önállóan
  - Epivir 10 mg/ml belsőleges oldat
  - Epivir 150 mg filmtabletta
  - Epivir 300 mg filmtabletta
  - LAMIVUDIN SANDOZ 100 mg filmtabletta
  - LAMIVUDIN SANDOZ 150 mg filmtabletta
  - LAMIVUDINE HSPT 150 mg filmtabletta
  - LAMIVUDINE HSPT 300 mg filmtabletta
  - Lamivudine Teva Pharma B.V. 150 mg filmtabletta
  - Lamivudine Teva Pharma B.V. 300 mg filmtabletta
  - Zeffix 100 mg filmtabletta
  - Zeffix 5 mg/ml belsőleges oldat
- abakavirrel(en) kombinációban:
  - Kivexa 600 mg/300 mg filmtabletta
  - Trizivir filmtabletta
- zidovudinnel kombinációban:
  - Combivir 150 mg/300 mg filmtabletta
  - Lamivudine/Zidovudine Teva 150 mg/300 mg filmtabletta
  - LAZID 150 mg/300 mg filmtabletta